# Cauterets
Cauterets är en kommun i departementet Hautes-Pyrénées i regionen Occitanien i sydvästra Frankrike. Kommunen ligger i kantonen Argelès-Gazost som tillhör arrondissementet Argelès-Gazost. År 2022 hade Cauterets 859 invånare.

## Befolkningsutveckling
Antalet invånare i kommunen Cauterets
| Referens: INSEE |